# Mortal Kombat 2: Unicestwienie
Mortal Kombat 2: Unicestwienie (ang. Mortal Kombat: Annihilation) – amerykański film akcji wyprodukowany w 1997 roku. Sequel powstałego dwa lata wcześniej filmu Mortal Kombat.
Film został bardzo negatywnie oceniony przez krytyków; serwis Rotten Tomatoes przyznał mu wynik 3%.

## Obsada
- Robin Shou – Liu Kang
- Talisa Soto – Kitana
- Brian Thompson – Shao Kahn
- James Remar – Raiden
- Sandra Hess – Sonya Blade
- Lynn Williams – Jax
- Reiner Schöne – Shinnok
- Litefoot – Nightwolf
- Musetta Vander – królowa Sindel
- Irina Pantaeva – Jade
- Deron McBee – Motaro
- Marjean Holden – Sheeva
- J.J. Perry –
  - Cyrax,
  - Scorpion,
  - Noob Saibot,
  - Baraka #3
- Ridley Tsui Po Wah – Smoke
- Keith Hirabayashi Cooke – Sub-Zero
- Ed Boon – Scorpion (głos)
- Dana Hee – Mileena
- Dennis Keiffer – Baraka #1
- Ray Park –
  - Baraka #2,
  - Reptile # 3
- Tyrone Wiggins – Rain
- Chris Conrad – Johnny Cage
- Mark Caso – Reptile # 1
- Sultan Uddin – Reptile # 2